# Joseph Abakelia
Pour les articles homonymes, voir Abakelia.
Joseph Abakelia, aussi géorgianisé en Iosseb Abakelia (2 mars 1882 - 1938), est un médecin soviétique. Il fut un pionnier de l'étude médicale géorgienne et un grand spécialiste de la phtisiatrie (étude de la tuberculose pulmonaire).

## Biographie
Né en 1882 à Koutaïssi, en Géorgie (alors gouvernement de la Russie impériale), Abekelia étudia la médecine à l'université de Moscou, dont il fut diplômé en 1911. Durant les deux décennies qui suivirent, il étudia la tuberculose, une maladie alors commune mais également fortement mortelle qui est causée par des mycobactéries et qui affecte les poumons, le système nerveux central, les systèmes lymphatique et circulatoire, etc.
En 1921, Joseph Abakelia publia la première étude spécifique géorgienne sur la tuberculose et l'année suivante, il fonda le premier laboratoire phtisiatrique de la Géorgie, à Tbilissi. Après avoir défendu son doctorat en 1924, Abakelia continua ses recherches avant de commencer à travailler comme privat-docent à l'université d'État de Tbilissi en 1926. En 1930, il devint un professeur dans le dit établissement avant d'établir le premier Institut phtisiatrique géorgien, qu'il dirigea les huit années suivantes. Dans les années 1930, Abakelia mena également le combat et les efforts pour la création d'un département de la tuberculose à l'Institut médical en Géorgie, rêve qui sera finalement accompli par la suite. 
Toutefois, la carrière de Joseph Abakelia s'arrêta brusquement quand, durant les Grandes Purges de Joseph Staline, il fut arrêté pour des charges apparemment fausses avant d'être exécuté en 1938.